# Pęczek czołowo-potyliczny
Pęczek czołowo-potyliczny (ang. fronto-occipital fasciculus, FOF) – pasmo włókien kojarzeniowych, łączące zakręty płata czołowego i potylicznego.
Pojęcie pęczka czołowo-potylicznego wprowadzili Wladislaus Onufrowicz i Forel, jednak w rzeczywistości opisane włókna były przemieszczonymi pęczkami spoidła wielkiego w przebiegu dysgenezji ciała modzelowatego (pęczki Probsta). Dejerine skorygował przebieg pęczka. Przez długi czas istnienie FOF było uznawane za kontrowersyjne, a włókna pęczka traktowano łącznie z pęczkiem podspoidłowym (Muratowa), w którego sąsiedztwie przebiega. Dopiero w 2006 roku badania traktograficzne potwierdziły istnienie FOF.